# 徐嗣伯
徐嗣伯，字叔绍，东莞郡姑幕县（今山东省诸城市）人，南北朝医师，徐秋夫的孙子，与堂兄弟徐文伯都精通医术。
徐文伯是徐道度的儿子，徐嗣伯是徐叔响的儿子。徐嗣伯有孝行，擅长清谈，官至正员郎、各府僚佐，尤其被临川王蕭映看重。当时直阁将军房伯玉服用五石散十多剂，不仅无效，反而添了怕冷的毛病，夏天还常常穿双层衣服。徐嗣伯为他诊治后说：“你体内潜伏着热气，必须用水引发出来，但要到冬天才能进行。”到了十一月，冰雪大作，徐嗣伯让两人架着房伯玉，解开衣服坐在石头上，用冷水从头顶浇他，一共浇了二十斛。房伯玉牙关紧闭，好像要气绝，家人哭着请求停止。徐嗣伯派人持杖守在门口，谁敢劝阻就打谁。又浇了一百斛水后，房伯玉才能动弹，只见背上有气鼓鼓的肿块。不久他坐起来说：“热得受不了，求冷饮。” 徐嗣伯给他水，一口气喝了一升，病就全好了。从此他常常发热，冬天也只穿单衫，身体反而更胖壮。
曾有个老妇人患寒症多年不愈，徐嗣伯诊断后说：“这是尸注病，要取死人的枕头煮了服用才能好。”于是去古墓中取来枕头，枕头已有一边腐烂缺损，老妇人服用后病就好了。后来秣陵人张景，十五岁，腹胀发黄，众医都治不好，来问徐嗣伯。徐嗣伯说：“这是石蛔虫病，极难医治，该用死人枕煮水。”张景按他的话煮枕，把汤汁喝下，大泻后排出蛔虫，虫头坚硬如石，有五升之多，病立刻好了。后来沈僧翼患眼痛，还常常看见鬼，来问徐嗣伯。徐嗣伯说：“邪气侵入肝脏，可找死人枕煮服，服完后把枕头埋回原处。” 沈僧翼照做，病也好了。王晏问他：“三种病不同，却都用死人枕治好，为什么？” 徐嗣伯回答：“尸注病是鬼气潜伏体内，用死人枕能让魂气散去，不再附于人体，所以能好；石蛔虫是老蛔虫，药物治不了，需借鬼物驱逐；邪气入肝导致眼痛见鬼，要用邪物引邪，所以用死人枕。邪气随枕头而去，因此要埋回原处。”
春天时徐嗣伯在南边篱笆外玩，听见草屋里有呻吟声，他就说：“这病很重，再过两天不治就会死。”于是去查看，见一位老妇人说浑身痛，身上有无数黑色肿块。徐嗣伯回去煮了一斗多汤药送来让她服下，服药后疼痛加剧，她在床上翻腾无数次。很快，那些黑肿处都冒出钉子，长约一寸。徐嗣伯用药膏涂在疮口上，三天后就痊愈了，他说：“这叫钉疽病。”王融对徐文伯、徐嗣伯说：“从前王微、嵇康都曾研习医术却未能精通，殷仲堪这类人更不必说。能掌握医术的人，必须神明通透，才能达到这般境界，因此不是我们这类人能企及的。况且侍中褚澄地位尊贵，也能救治他人疾病，你们这样反而显得不通达。” 二人回答：“只有通达的人知道医术值得尊崇，不通达的人多认为它是累赘；既然鄙视它，又怎能不以之为耻呢？” 徐文伯的医术成效与徐嗣伯不相上下。